# Jachin en Boazkerk (Genemuiden)
De Jachin en Boazkerk is het kerkgebouw van de Gereformeerde Gemeente aan de Taghof in Genemuiden.

## Omschrijving van het gebouw
De kerk is in 2003 gebouwd naar een ontwerp van architectenbureau Valk te Soest. Het gebouw heeft meer dan 1800 zitplaatsen en behoort daarmee tot de grootste kerken van Nederland, gemeten naar het aantal zitplaatsen. Er bevinden zich 1300 zitplaatsen op de begane grond en 500 op de galerij. De bakstenen zaalkerk heeft een 38 meter hoge toren en heeft behalve de grote kerkzaal ook een centrale ontmoetingsruimte (hal), een consistoriekamer, een vijftal vergaderruimten, een uitvaartruimte en de nodige voorzieningen zoals een keuken. Onder de vergaderruimten bevindt zich een kelder, waarin fietsen geplaatst kunnen worden. De vorige kerk aan de Julianastraat uit 1981 was in de jaren 90 te klein geworden voor de groeiende gemeente. Ook het kerkelijk verenigingsgebouw De Rank dat voor 1981 als kerk fungeerde was te klein geworden. De eerste plannen voor een nieuwe kerk dateren uit 1995. Op 11 mei 2002 werd de eerste steen voor de kerk gelegd door ds. P. Melis (die de gemeente gediend heeft van 1996 tot 2002). Een week na deze eerstesteenlegging nam ds. Melis een beroep aan naar Veen.
Op 17 april 2003 is de nieuwe kerk in gebruik genomen. De oude kerk aan de Julianastraat is in 2005 afgebroken. Op de vrijgekomen plaats zijn appartementen en een medisch centrum gebouwd.

## Naam van de kerk
Het kerkgebouw heet Jachin en Boaz, naar de twee pilaren in de tempel van Salomo te Jeruzalem (1 Koningen 7:21). Jachin betekent “Hij (namelijk de Heere) zal bevestigen”.  Boaz betekent “in Hem is kracht.”

## Kerkdiensten

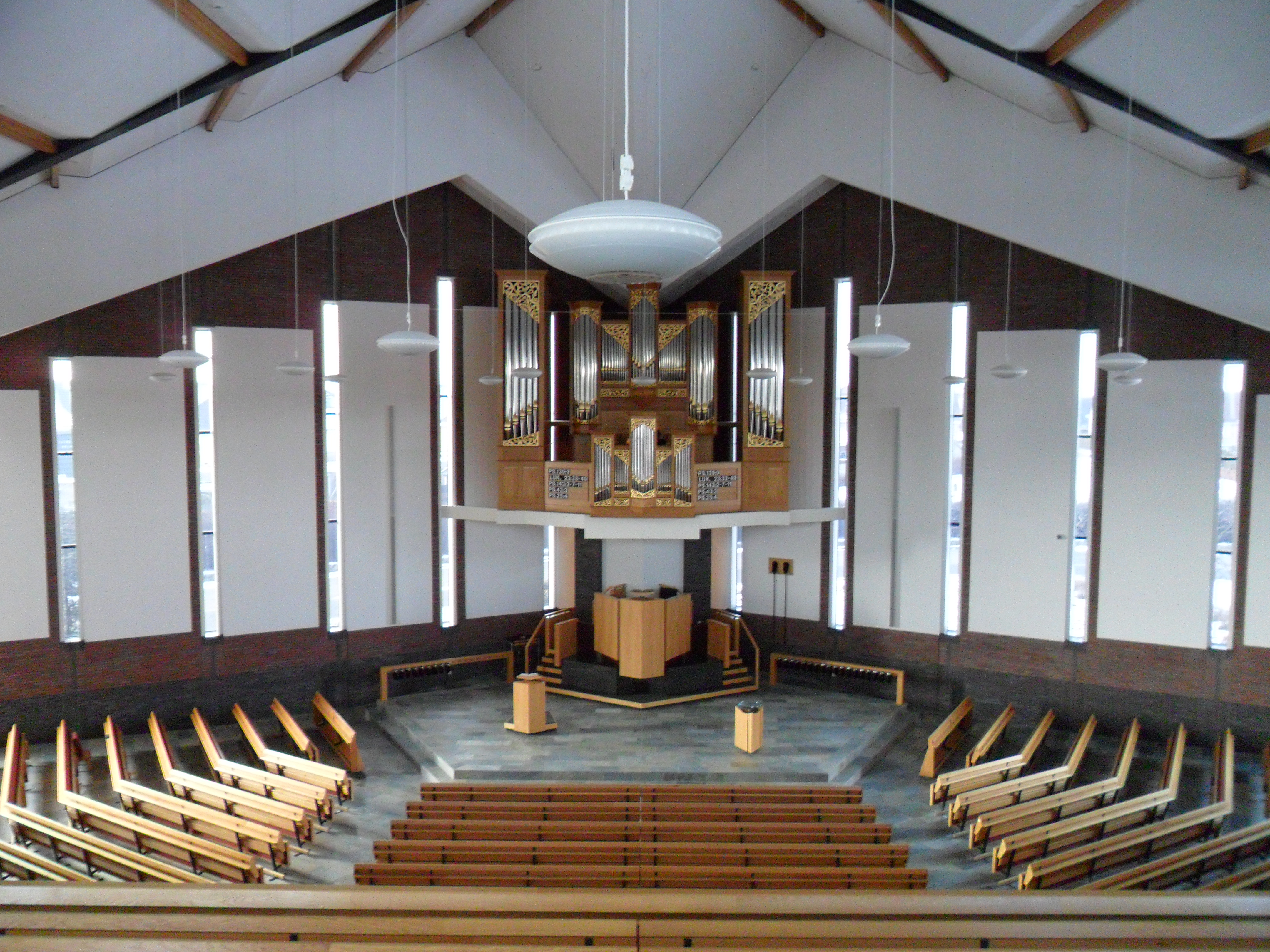
De kerkzaal vanaf de galerij

De kerkdiensten in de Jachin en Boazkerk staan in de bevindelijk Gereformeerde traditie, waarbij de verkondiging van het Woord centraal staat. De gemeente zingt de psalmen in de berijming uit 1773. De Gereformeerde Gemeente van Genemuiden is opgericht in 1910 en telt in totaal circa 2170 leden. Een bijzonderheid in de Genemuider kerkdiensten is dat bij het zingen gebruik wordt gemaakt van de zogenoemde bovenstem.
Iedere zondag worden er twee kerkdiensten gehouden. In de ochtenddienst wordt gepreekt over een vrije tekst. 's Middags wordt er uit de Heidelberger Catechismus gepreekt. Naar aanleiding van het 100-jarig bestaan (op 30 november 2010) van de gemeente is een herdenkingsboek uitgebracht onder de titel Aldaar zal gras met riet en biezen zijn. Schrijfster van het boek is mw. E. Beens-van Schothorst.
Op kerkelijke feestdagen, zoals Pasen, Pinksteren en Kerst worden er ook kerkdiensten gehouden. In de wintermaanden vindt op donderdagavond, eens per zoveel weken, een kerkdienst plaats. Deze kerkdienst wordt een Bijbellezing genoemd. In een Bijbellezing wordt gepreekt over een doorgaande geschiedenis. Op Biddag en Dankdag voor Gewas en Arbeid worden er net als op zondagen twee kerkdiensten gehouden. De predikant was tot en met 2019 Cornelis Hogchem. Na een periode waarin in verband met de vacature een andere predikant (of toegelaten student) van het kerkverband of ouderling voorging in de diensten is er sinds 11 mei 2021 een nieuw voorganger benoemd, Ds. A. Verschuure.

## Zwarte Dauw
In januari 2011 verscheen het boek Zwarte Dauw van Rachel Visscher. Zij heeft getracht in dit boek te beschrijven hoe het leven binnen de Gereformeerde Gemeente van Genemuiden is, zonder daarbij overigens namen te noemen. Verschillende gemeenteleden zijn echter van mening dat Visscher onder valse voorwendsels aan informatie gekomen is, dat ze veel informatie verkeerd geïnterpreteerd heeft en/of verdraaid weergegeven.

## Orgels
De kerk heeft twee orgels: het hoofdorgel en het koororgel. Het hoofdorgel werd uit de oude kerk overgeplaatst door de fa. Hendriksen & Reitsma uit Nunspeet en werd bij die gelegenheid uitgebreid en grondig gerestaureerd. Het nieuwe orgel werd op 18 februari 2004 in gebruik genomen.
Van het oude rugwerk werd een eenklaviers koororgel gemaakt, dat tien stemmen telt. Het orgel staat in een van de vergaderruimten. Dit orgel wordt vooral gebruikt bij catechisatielessen en koorrepetities.